# Campo Baixo
Campo Baixo (crioll capverdià Kanpu Baxu) és una petita vila a la part occidental de l'illa Brava a l'arxipèlag de Cap Verd. Es troba a la muntanya, 4 km al sud-oest de la capital de l'illa, Nova Sintra. Des de Nossa Senhora do Monte, el poble més gran enmig de Brava, és accessible amb autobusos "Aluguer".
Prop de Campo Baixo, es pot visitar una petita capella en un turó que té la forma d'un vaixell. El nom "Santa Maria" pintat al vaixell, fa referència al vaixell de Cristòfor Colom. Hi ha monuments o capelles semblants en altres llocs a Cap Verd, p. ex. Nova Sintra. Des del turó, que és a prop de la carretera a Palhal, hi ha una bella vista del poble i els seus voltants.

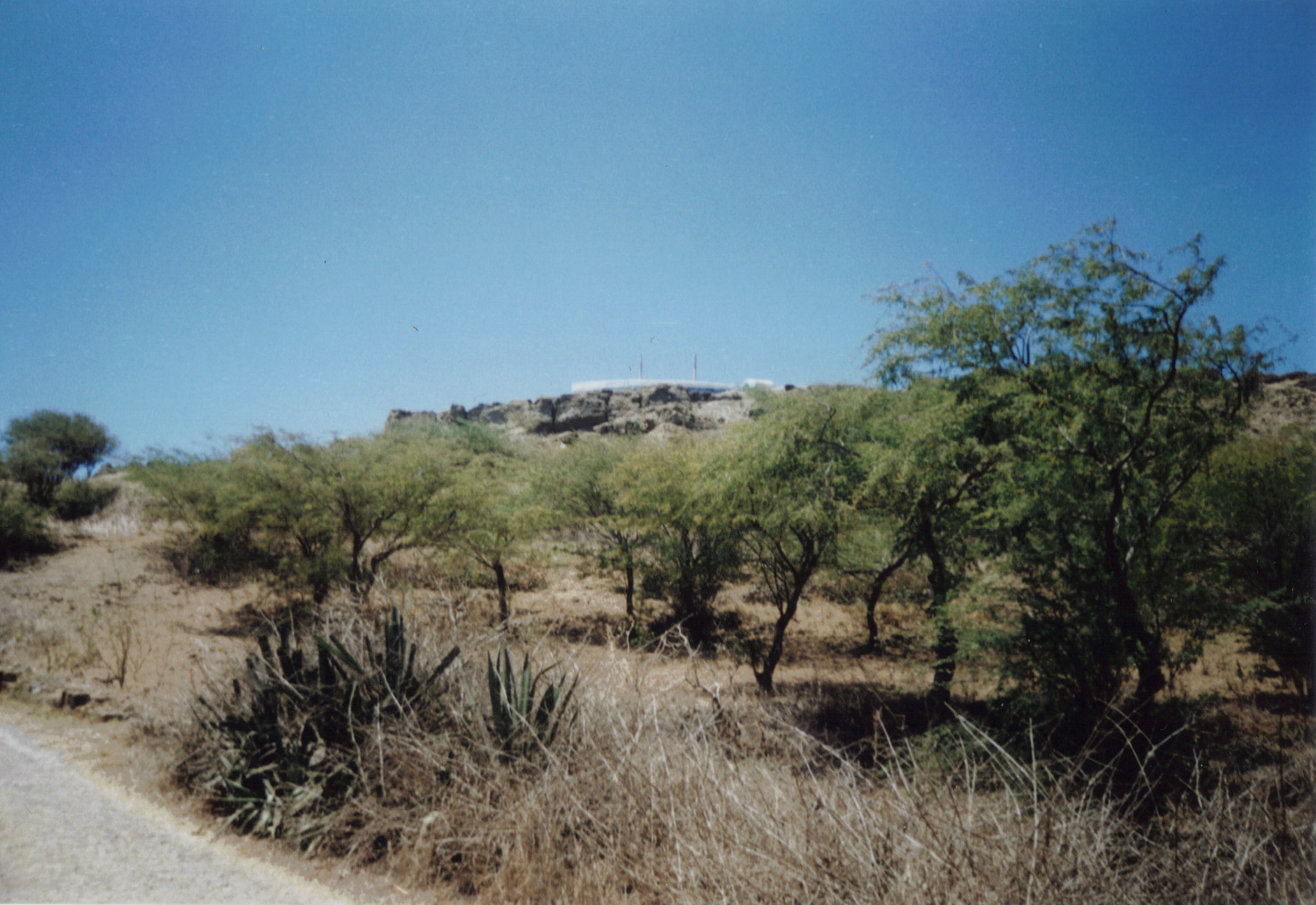
Vista de la capella.